# 가상 학습
가상 학습(假想學習, Virtual Learning)은 가상 공간에서 이루어지는 학습이다.
'가상'의 의미를 어떻게 규정하느냐에 따라 가상학습의 유형이나 범위가 달라질 수 있다.
- Virtual : 실세계에 존재하는 실체를 가상공간에 그대로 구현한 교육환경을 의미한다.
- Cyber : 실세계에서는 너무 비싸거나 위험하여 구현할 수 없는 교육환경을 컴퓨터 기술을 활용해 구축한 교육환경 의미한다.

## 같이 보기
- 웹 기반 교육
- 사이버 교육